# Baptiste Herbin
Baptiste Herbin, né le 17 août 1987 à Chartres, est un saxophoniste de jazz français.

## Biographie
Baptiste Herbin a grandi en Eure-et-Loir dans une famille d'artistes.
Il découvre le saxophone en écoutant Piccolo et Saxo, mais suit des cours de piano classique jusq'à l'âge de 11 ans, où il commence le saxophone.
Il étudie auprès de Julien Lourau et Jean-Charles Richard, et dans la classe de Riccardo Del Fra au Conservatoire national supérieur de musique de Paris à partir de 2005. A cette époque, il joue avec différents musiciens de la scène jazz parisienne.
Il accompagne Charles Aznavour lors d’une tournée en 2014. 
En 2010, il est artiste résident au Duc des Lombards où il rencontre André Ceccarelli, avec qui il enregistrera son premier album en tant que leader, Brother Stoon, accompagné de Jean Toussaint (saxophone), Pierre de Bethmann (piano), Sylvain Romano (basse), pour lequel il sera nommé aux Victoires du Jazz 2013 dans la catégorie "révélation de l'année" .
Ses albums Interférences (2015), Dreams and Connections (2018) et Vista Chinesa (2020) ont suivi, tout comme sa participation à l'enregistrement de disques d'Aldo Romano, Keith Brown ou Essiet Okon Essiet.
En 2018, il reçoit le Prix Django Reinhardt , de l'Académie du Jazz.
En parallèle, il développe avec Henri Selmer Paris  le nouveau saxophone "Supreme", et le bec V16S+ avec Vandoren .

## Récompenses
- 2018 : Prix Django-Reinhardt de l'Académie du jazz, « musicien de l'année 2018 ».

## Discographie
- Brother Stoon, Just Looking Productions, 2012.
- Interférences, Just Looking Productions, 2015.
- Dreams and connections, In Space & Time Records, 2018.
- Vista Chinesa, In Space & Time Records, 2020.
- Symmetric , L’autre Distribution, 2023.
- Django, L’autre Distribution 2024.